# Holmen (Målselv)
Holmen es un pueblo del municipio de Målselv en Troms, Noruega. Se localiza al este de Skjold a lo largo del río Målselva.